# Spinétorame
Le spinétorame (spinetoram ou encore XDE-175) est un pesticide créé au début des années 2000 par Dow AgroSciences aux États-Unis pour être mis sur le marché en tant qu'insecticide.

L'EPA l'a considéré en 2009 comme « hautement toxique pour les insectes terrestres et les invertébrés aquatiques ». Le numéro CAS du XDE-175-L est 187166-15-0.

## Composition
Ce macrolide tétracyclique multicomposant est un mélange étroitement lié de deux neurotoxines, dont les noms de code génériques sont : 
1. XDE-175-J : (2R,3aR,5aR,5bS,9S,13S,14R,16aS,16bR)-13-{[(2R,5S,6R)-5-(diméthylamino)-6-méthyltétrahydro-2H-pyran-2-yl]oxy}-9-éthyl-14-méthyl-7,15-dioxo-2,3,3a,4,5,5a,5b,6,7,9,10, 11,12,13,14,15,16a,16b-octadécahydro-1H-as-indacéno[3,2-d]oxacyclododécin-2-yl 6-désoxy-3-O-éthyl-2,4-di-O-méthyl-alpha-L-mannopyranoside;
2. XDE-175-L : (2S,3aR,5aS,5bS,9S,13S,14R, 16aS,16bS)-13-{[(2R,5S,6R)-5-(diméthylamino)-6-méthyltétrahydro-2H-pyran-2-yl]oxy}-9-éthyl-4,14-diméthyl-7,15-dioxo-2,3,3a,5a,5b,6,7,9,10,11,12,13,14,15,16a,16b-hexadéahydro-1H-as-indacéno[3,2-d]oxacyclododécin-2-yl 6-désoxy-3-O-éthyl-2,4-di-O-méthyl-alpha-L-mannopyranoside

Ces deux ingrédients actifs chimiquement liés sont présents dans un rapport approximatif de 3 pour 1. Classés dans la famille des spinosynes tous deux dérivent d'une toxine produite par la bactérie Saccharopolyspora spinosa ; ils sont donc considérés comme toxicologiquement analogues. Ce ne sont pas des isomères (le XDE-175-L contient un groupe méthyle supplémentaire sur le carbone 4 du cycle central). Ainsi le XDE-175-L est une masse moléculaire légèrement plus élevée que celle du XDE-175-J.

## Toxicologie et écotoxicologie
De ces deux points de vue, l'EPA considérait en 2009 (lors de sa première évaluation) que le spinétoram équivaut au spinosad ; tous deux agissent en perturbant les canaux chlorures nicotiniques et acide gamma amino butyrique dits "GABA".
L'EPA considérait en 2009 que le  présente une faible toxicité aiguë par voie orale, cutanée et par inhalation (catégorie de toxicité aiguë IV).
C'est un sensibilisant cutané mais ce n'est pas un irritant oculaire ni dermique.

### Toxicité
Toxicité subchronique  chez la souris, le rat et le chien de laboratoire, la molécule active n'a généralement pas été testée, mais c'est celle du spinosad, très proche qui a servi pour l'évaluation.
Cette dernière n' pas montré d'effets sur la survie de ces animaux, mais un effet amaigrissant et anémiant a été constaté chez ces 3 espèces ; avec la présence d'agrégats histiocytaires de macrophages dans divers organes et tissus (ganglions lymphatiques, rate, thymus et moelle osseuse). Cette agrégation est considérée comme témoignant d'une réponse du système immunitaire à une agression chimique ; elle a été considérée comme secondaire aux effets toxique des deux molécules actives sur le système hématopoïétique de des mammifères.

Le chien s'y montre toxicologiquement plus sensibles (avec perte de poids du thymus inférieur, une atrophie du cortex thymique, des artériteset/ou inflammations périvasculaires de plusieurs organes (avec nécrose de la moelle osseuse conduisant à une anémie régénérative) ; effets associés à une toxicité générale (systémique). Une étude d'exposition chronique à de faibles doses chez le chien n'a cependant pas montré d'effets sur la survie, le poids corporel, l'hématologie, la biochimie clinique ni de pathologies macroscopiques. Par contre à dose élevée les chiens exposés ont développé des artérites et des nécroses des parois artérielles de l'épididyme (chez le mâle) et dans le thymus, la thyroïde, le larynx et la vessie chez la chienne. Il a été postulé que le traitement chronique a pu exacerber une prédisposition génétique à l'artérite  propre au chien Beagle (“Beagle Pain Syndrome”). Aucun effet sur le développement n'a été remarqué chez le rat ou le lapin.
Les études de neurotoxicité aiguë et subchronique n'ont pas non plus montré d'effet neurotoxique chez les mammifères testés.
Le Spinetoram est par contre reprotoxique pour les rats femelles enceintes (déplétion des follicules ovariens primordiaux et / ou « en croissance », dystocie et autres anomalies de la parturition, résorptions tardives et/ou fœtus retenus et augmentation de perte post-transplantation) mais sans effet indésirable notés sur les petits survivants (aux doses produisant une toxicité pour la mère). De même les expositions pré et/ou postnatales n'ont pas induit de troubles du développement chez les jeunes.
Les tests de mutagénicité étaient tous négatifs.
La NOAEL issue de l'étude sur les chiens est de 2,49 mg/kg/jour.
Selon l'EPA (2009) « Étant donné que le spinetoram est toxicologiquement identique au spinosad, et que le spinosad est classé comme "peu susceptible d'être cancérogène pour l'homme" en raison du manque de preuves de cancérogénicité chez la souris et le rat, la même classification s'appliquera au spinétorame » ; 

Sur la base des données dont il disposait, l'EPA a classé le Spinétoram  comme "à faible risque"  le 6 mars 2006 ; et le facteur de sécurité pour les enfants (FQPA ; 10X Food Quality Protection Act) souvent utilisé pour la protection des nourrissons et des enfants a été réduit de 10x à 1X.

### Écotoxicité
Comme le spinosad (son presque homologue chimique) le Spinétorame a été jugé peu toxique pour les mammifères, les oiseaux, les poissons et les crustacés. Mais il est reconnu très toxique pour les abeilles (l’application directe et la dérive de l’insecticide sur les abeilles et les colonies d’abeilles, ainsi que sur les cultures en pleine floraison sont à éviter).
Il est par contre hautement toxique pour les invertébrés aquatiques, nocif pour les parasitoïdes et les acariens prédateurs et légèrement nocif pour les prédateurs vivant dans le feuillage.
Dans les écosystèmes ou agroécosystèmes concernés, le risque est supposé maximal pour les invertébrés d'eau douce qui pourraient être touchés par une diminution de leur croissance, de leur reproduction et de leur survie (et le risque pourrait être chronique pour les invertébrés benthiques.
Et des préoccupations existent pour les plantes aquatiques non-vasculaires et les insectes terrestres ainsi que pour les mammifères d'eau douce. L'EPA s'attend à une réduction de la survie et de la reproduction des espèces touchées, et à de probables « effets subséquents à des niveaux plus élevés d'organisation trophique et biologique ».
Un risque de bioaccumulation existe, mais qui ne présenterait pas de risque aigu ou chronique pour les mammifères ou les oiseaux selon l'EPA en 2009. À cette époque aucune évaluation de risques aigus n'avaient concerné les carnivores de niveau supérieur mangeant de petits mammifères et/ou des insectes ou oiseaux ou organismes filtreurs éventuellement contaminés par ce pesticide ; de même pour les effets des expositions de la chaîne alimentaire aquatique et semi-aquatique (par exemple, via la consommation de plantes aquatiques et/ou de poissons ou d'organismes filtreurs contaminés).

## Usages autorisés
Aux États-Unis, l'EPA l'homologué le 28 septembre 2007 pour certains usages : lutte contre des larves de papillons, contre divers diptères, thrips, larves de tenthrèdes, certains coléoptères et psylles, certains orthoptères, puces et fourmis de feu importées ; Aux États-Unis, il est depuis 2007 autorisé pour de nombreuses cultures agricoles, pour certains usages en jardin privé ; des plantes ornementales cultivées à l'extérieur, en pépinières ou en serres; les plantations d'arbres, ainsi que sur gazon de golf et pelouses. Dans ce pays pour traiter des plantes aquatiques commercialisées (néanmoins réservée aux conteneurs de culture entièrement confinés).

## Exposition des individus
Exposition professionnelle : Selon l'EPA (en 2009) :
- aucun risque préoccupant de court ou moyen terme n'avait été identifié pour les professionnels ;
- comme aucune expositions de gestionnaire à long terme n'est attendue ; « par conséquent, aucune évaluation à long terme n'a été effectuée » ;
- il n'y a pas eu d'évaluation des risques professionnels après traitement.

Exposition résidentielle : 

un risque d'exposition plus significative (mais non jugé préoccupant par l'EPA) existe pour les personnes manipulant le produit, avec aussi un risque d'exposition orale de court terme après l'application pour les tout-petits (sur les pelouses, dans le jardin ou à la suite de contacts avec des plantes ornementales traitées). Si les conditions d'utilisation sont respectées, l'exposition humaine via les aliments, l'eau potable ou les expositions résidentielles est faible selon l'EPA.

## Formulations mises sur le marché (état 2009)
- 62719-539 Technical (Concentré manufacturé)[3]
- 62719-540 GF-1640 WG-NC (concentré en suspension dans l'eau à 25 % de matière active)[3]
- 62719-541 Delegate WG (granules solubles dans l'eau, à 11,7 % de matière active)[3]
- 62719-544 GF-1587 SC-NC (concentré hydrosoluble à 11,7 % de matière active)[3]
- 62719-545 Radiant SC (concentré soluble à 25 % de matière active)[3]
- 62719-596 GF-1629 SC (concentré en suspension à 5,9 % de matière active)[3]

## Dosages et modalités d'application
Sont autorisées la pulvérisation foliaire (y compris par épandage aérien aux États-Unis ou en " chimigation " sur toutes les cultures), à des doses ne dépassant pas 0,0156-0,438 lb. de substance active par acre.
La formulation (molécules actives + adjuvants) peut être appliqué annuellement en un passage ou 3 à 6 fois par an.
Aux États-Unis les intervalles de pré-récolte (DAAR) varie de 1 à 60 jours. L'intervalle de rentrée (REI) est de 4 heures.
Le fabricant recommande l'utilisation d'adjuvants (huiles végétales émulsifiées ou d'huiles végétales méthylées), associées à des organosilices comme adjuvants de pulvérisation.

## Solubilité
La solubilité indépendante de ses deux composants est connue dans l'eau: 
- Pour le XDE-175-J : 10,0 mg/L (dans de l'eau purifiée); 423 mg/L (pH 5); 11,3 mg/L (pH 7); ~8 mg/L (pH 9); 6,27 mg/L (pH 10) [3]
- pour le XDE-175-L : 31,9 mg/L (dans de l'eau purifiée); 1 630 mg/L (pH 5); 46,7 mg/L (pH 7); 1,98 mg/L (pH 9); 0,706 mg/L (pH 10)[3]

l'EPA ne présente pas de données sur la solubilité du complexe des deux molécules.
Ce pesticide est également soluble dans divers solvants, dont (à 20 °C) le méthanol (250 g/L) ; l'acétone (250 g/L) ; le octanol (132 g/L) ; l'acétate d'éthyle (250g/L) ; le dichlorométhane (250 g/L) ; le xylène (250 g/L) ; l'heptane (61.0 g/L).